# Guillaume-Thomas Raynal

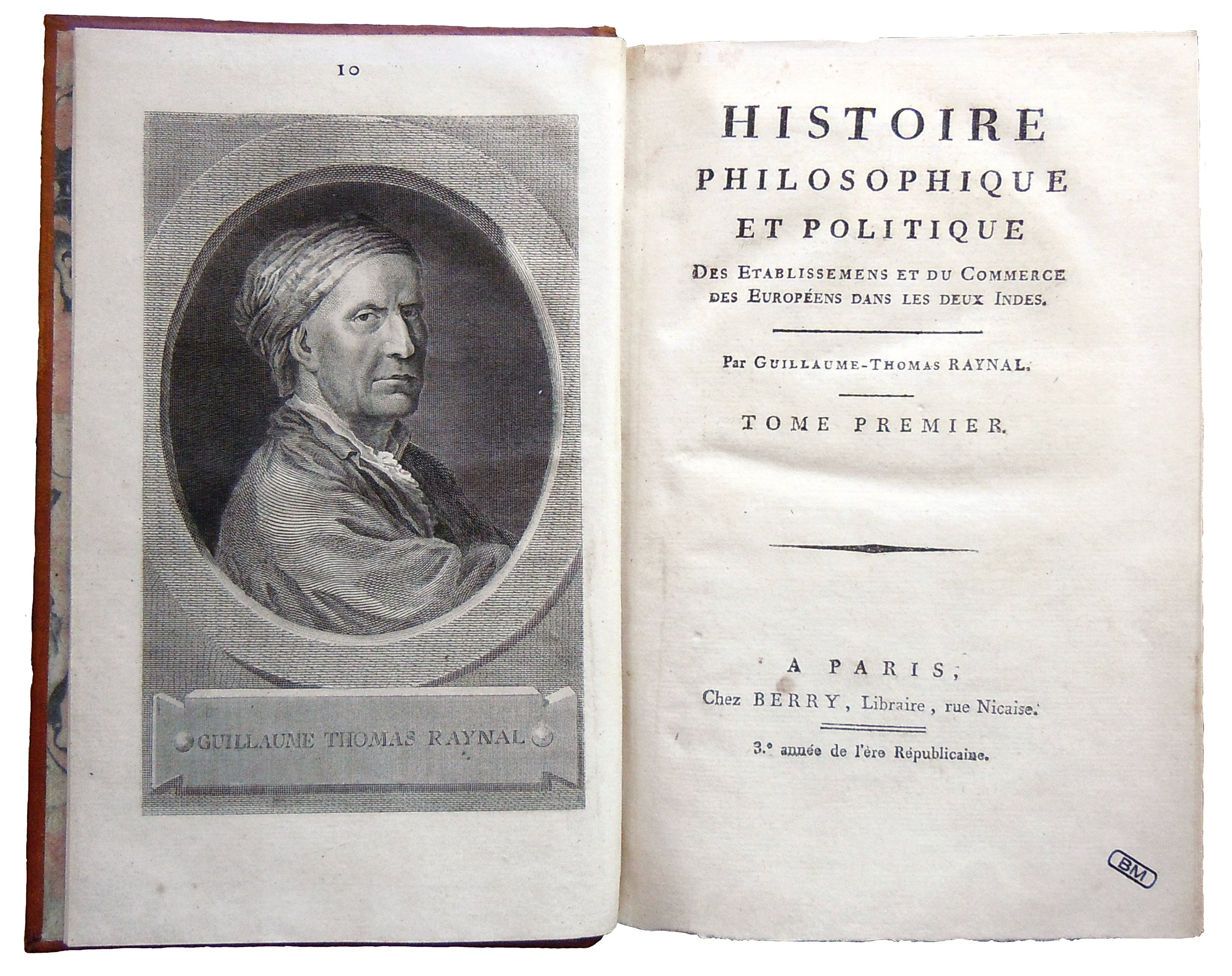
Histoire philosophique, 1794.

Guillaume Thomas François Raynal, född den 12 april 1713 i Lapanouse, död den 6 mars 1796 i Passy, var en fransk skriftställare.
Raynal tillhörde ursprungligen jesuitorden och utövade det prästerliga kallet intill 1748, då han kom till Paris, där han gjorde bekantskap med sin tids främsta författare och tänkare. 
Själv vann han ryktbarhet genom åtskilliga arbeten, bland andra Histoire du stathoudérat (1748) och Histoire du parlement d’Angleterre (samma år), i vilka han lade i dagen sina frihetsvänliga tänkesätt. Dessa fann ett ännu skarpare uttryck i hans märkliga verk Histoire philosophique et politique des établissements et du commerce des Européens dans les deux Indes (1770). Där nöjde han sig nämligen inte med att i högstämda ordalag fira den amerikanska frihetskampens ärorika seger, utan sökte även överallt tillfälle att uttala sin stränga dom över folkets förtryck, antingen det gällde mörkhyade, som såldes som slavar, eller europén, som stupade i orättrådiga krig. 
I sina anfall mot missförhållanden och missbruk tvekade han inte att angripa maktens innehavare, vare sig de tillhörde kyrkan eller staten; kungen själv skonades inte. Boken väckte ett oerhört uppseende; den blev tagen i beslag och författaren dömd till fängelse. Han undgick dock parlamentets dom genom att fly till Tyskland, där han vistades till 1787, då han erhöll tillstånd att återvända till Frankrike, men inte till huvudstaden. Raynal bosatte sig i Marseille, till dess att nationalförsamlingen utverkade för honom rättighet att vistas i Paris. Som valt ombud för Marseille hade han kunnat delta i de politiska förhandlingarna, men hans tänkesätt hade under landsflykten så förändrats, att han inte ansåg sig böra ta emot uppdraget. 
Bland övriga arbeten kan nämnas Anecdotes littéraires (1750), Mémoires politiques de l'Europe (1754) och Tableau et revolutions des colonies anglaises de l'Amérique septentrionale (1781).

## Eftermäle
Asteroiden 11039 Raynal är uppkallad efter honom.